# Pogrešna promjena prava
Sudska greška ili Pogrešna promjena prava opći je pojam koji označava pogreške ili grešku pravosuđa, koja se može dogoditi kod sudske odluke ili presude i koja se temelji se na greškama.
Takva se pogreška može pri na vladavini prava rješavati u svezi s pravnim lijekovima kojima se može promijeniti ili će ukinuti pogrešne sudske odluke.
Sudska greška je objektivna kategorija, koji se sastoji uglavnom od pogrešnih činjenica, ali ne i pravnih pitanja (iura novit curia (sud poznaje pravo). 
Često se u laičkoj javnosti sudska greška poistovjećuje s neosnovanom presudom. Iako neosnovana presuda može biti posljedica sudske greške (npr. pogrešno izvedenog dokaza ili pogrešnog tumačenja prava od strane suda), neosnovana presuda može biti posljedica i drugih činjenica, koje se ne mogu podvesti pod sudsku grešku (npr. zbog lažne izjave svejdoka). 